# Train de l'Araucanie
Le train de l'Araucanie est un réseau de deux lignes de trains qui relient l'agglomération de Temuco à deux agglomérations régionales comme Victoria, Pitrufquén dans la Araucanie. En 2024, une reconstruction est en cours pour relier Gorbea. 